# Copa Federación Centro de 1923
La Copa Federación Centro de 1923 fue la 1.ª edición de la competición organizada por la Federación Castellana de Fútbol. Denominada también como Copa de Madrid, fue disputada por los ocho mejores clubes de la región centro, en formato de eliminación directa.
El vencedor fue el Real Madrid Football Club quien venció por 6-2 al Athletic de Madrid.

## Desarrollo
En mayo de 1923 nace la Copa Federación Centro —también denominada en la época como Copa Madrid— diputada entre todos los equipos de Madrid bajo un formato de eliminación directa a partido único. Tras las dos primeras rondas eliminatorias, el Athletic de Madrid y el Real Madrid Football Club se clasificaron para la final que tuvo lugar el 17 de junio en el Stadium Metropolitano.

### Fase final
|  | Cuartos de final           | Cuartos de final     |                    |   | Semifinales        | Semifinales        |  |  | Final               | Final               |
|  | 6/20 de mayo de 1923       | 6/20 de mayo de 1923 |                    |   | 31 de mayo de 1923 | 31 de mayo de 1923 |  |  | 17 de junio de 1923 | 17 de junio de 1923 |
|  |                            |                      |                    |   |                    |                    |  |  |                     |                     |
|  |                            |                      |                    |   |                    |                    |  |  |                     |                     |
|  |                            |                      |                    |   |                    |                    |  |  |                     |                     |
|  | R. S. Gimnástica           | 1                    |                    |   |                    |                    |  |  |                     |                     |
|  | R. S. Gimnástica           | 1                    |                    |   |                    |                    |  |  |                     |                     |
|  | Real Madrid F. C.          | 3                    |                    |   |                    |                    |  |  |                     |                     |
|  | Real Madrid F. C.          | 3                    | Real Madrid F. C.  | 3 |                    |                    |  |  |                     |                     |
|  |                            |                      | Real Madrid F. C.  | 3 |                    |                    |  |  |                     |                     |
|  |                            | Racing de Madrid     | 1                  |   |                    |                    |  |  |                     |                     |
|  | Racing de Madrid           | Racing de Madrid     | 1                  | 6 |                    |                    |  |  |                     |                     |
|  | Racing de Madrid           |                      |                    | 6 |                    |                    |  |  |                     |                     |
|  | Unión Sporting Club        | 0                    |                    |   |                    |                    |  |  |                     |                     |
|  | Unión Sporting Club        | 0                    | Real Madrid F. C.  | 6 |                    |                    |  |  |                     |                     |
|  |                            |                      | Real Madrid F. C.  | 6 |                    |                    |  |  |                     |                     |
|  |                            | Athletic de Madrid   | 2                  |   |                    |                    |  |  |                     |                     |
|  | Athletic de Madrid         | Athletic de Madrid   | 2                  | 9 |                    |                    |  |  |                     |                     |
|  | Athletic de Madrid         |                      |                    | 9 |                    |                    |  |  |                     |                     |
|  | Sociedad Primitiva Amistad | 0                    |                    |   |                    |                    |  |  |                     |                     |
|  | Sociedad Primitiva Amistad | 0                    | Athletic de Madrid | 7 |                    |                    |  |  |                     |                     |
|  |                            |                      | Athletic de Madrid | 7 |                    |                    |  |  |                     |                     |
|  |                            | A. D. Ferroviaria    | 0                  |   |                    |                    |  |  |                     |                     |
|  | A. D. Ferroviaria          | A. D. Ferroviaria    | 0                  | ? |                    |                    |  |  |                     |                     |
|  | A. D. Ferroviaria          |                      |                    | ? |                    |                    |  |  |                     |                     |
|  | G. C. Ciudad Lineal        | ?                    |                    |   |                    |                    |  |  |                     |                     |
|  | G. C. Ciudad Lineal        | ?                    |                    |   |                    |                    |  |  |                     |                     |

### Final
| Final Copa Federación Centro; 17 de junio de 1923 | Real Madrid F. C.             | 6 - 2   | Athletic de Madrid      | Velódromo de Ciudad Lineal, Madrid                        |                                                           |
|                                                   | Bernabéu · Posada · De Miguel | Reporte | Pololo · Monchín Triana | Asistencia: 12.000 espectadores Árbitro(s): Sr. Chopeitia | Asistencia: 12.000 espectadores Árbitro(s): Sr. Chopeitia |